# Pharaxonotha esperanzae
Pharaxonotha esperanzae Chaves & Genaro, 2005, è un piccolo coleottero della famiglia Erotylidae, endemico di Cuba.
È l'insetto impollinatore della Microcycas calocoma, una cicade in pericolo di estinzione.

## Etimologia
L'epiteto specifico è un omaggio a Esperanza Peña García, botanica cubana studiosa di Microcycas calocoma, e al tempo stesso richiama il fatto che a questo insetto sono legate le speranze di conservazione della suddetta pianta.

## Descrizione
Due caratteri morfologici principali differenziano la P. esperanzae da tutte le specie descritte di Pharaxonotha nel Nuovo Mondo: manca di bordo nel margine basale delle elitre e possiede strie sopraoculari.

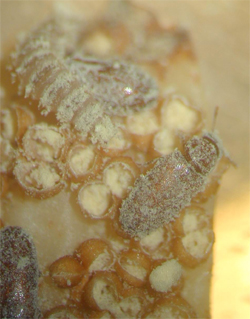
Adulti e larve su microsporofilli

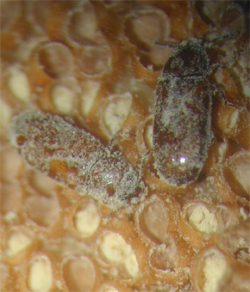
Adulti ricoperti di polline sopra microsporofilli

### Adulto
Il corpo ha forma ovale, misura circa 3,9 mm  per 1,4 mm ed è di colore generalmente bruno rossiccio, finemente pubescente
Capocon occhi moderatamente prominenti molto larghi ventralmente rispetto al dorso, antenne corte, circa 0,9 mm, mandibole prominenti.
ToracePronoto circa 0,8 mm x 1,1 mm, molto convesso e di forma quasi ovale

### Larva
Le larve raggiungono una lunghezza di 7,5 mm. Il capo è di colore marrone chiaro mentre il corpo è di colore giallastro, eccettuate alcune strie dorsali di granuli di colore castano scuro.

## Ecologia
Pharaxonotha esperanzae, al pari della Microcycas calocoma,  è una specie endemica della provincia di Pinar del Río di Cuba.  Si riproduce sui coni maschili di questa cicade, analogamente ad altre specie di Pharaxonotha impollinatori di altre Zamiaceae. Gli adulti, che si nutrono di polline, sono attratti dai coni maschili nella fase in cui questi lo liberano e vi depositano le uova.  Anche le larve nei primi stadi dello sviluppo si nutrono del polline ma negli stadi più avanzati penetrano nei microsporofilli consumando i tessuti parenchimatici. Gli stadi ulteriori dello sviluppo non sono ancora noti.
L'uso degli insetticidi potrebbe essere una delle cause della osservata rarefazione della popolazione di P. esperanzae. Tale fenomeno mette in serio pericolo la sopravvivenza di M. calocoma, che dipende dall'insetto per la sua riproduzione.

## Distribuzione e habitat
P. esperanzae è endemica dell'isola di Cuba dove è stata individuata per la prima volta nella Valle Viñales, uno dei pochi siti in cui viene segnalata la presenza di esemplari fertili di Microcycas calocoma.